# نژاد میزبان
در رفتارشناسی جانوران، یک نژاد میزبان (یک نژاد میزبان (مفرد:gens و جمع: gentes) یک دودمان خاص میزبان از گونه انگل جوجه‌آوری است . انگل‌های جوجه‌آور مانند کوکوها که از گونه‌های میزبان متعددی برای پرورش جوجه‌های خود استفاده می‌کنند، نژاد میزبان‌های فرگشت مختلفی  را تکامل می‌دهند که هر کدام مختص گونه میزبان خود هستند. این تخصص به انگل‌ها اجازه می‌دهد تا تخم‌هایی بگذارند که شبیه تخم‌های میزبانشان باشد، که به نوبه خود احتمال رد شدن تخم‌ها توسط میزبان را کاهش می‌دهد.
مکانیسم‌های دقیق تکامل و نگهداری نژاد میزبان هنوز موضوع تحقیقاتی است. با این حال، اعتقاد بر این است که در کوکوهای معمولی، ویژگی‌های خاص نژاد میزبان وابسته به جنسیت است و روی کروموزوم W ماده قرار دارد. کوکوهای نر که مانند همه پرندگان نر فاقد کروموزوم W هستند، می‌توانند با جنس ماده از هر نژادمیزبان جفت‌گیری کنند و در نتیجه کوکو را به عنوان یک گونه حفظ کنند. این مورد در سایر انگل‌های جوجه‌آور مانند گاومرغ‌ها که هر دو نر و ماده روی میزبان مورد نظر خود نقش می‌بندند، صادق نیست. این منجر به گونه‌زایی می‌شود، مانند نیلی‌مرغان، که با این واقعیت که منشا تکاملی جدیدتری نسبت به میزبان خود دارند، نشان می‌دهد.